# Thạch Sương Sở Viên
Thạch Sương Sở Viên (zh: 石霜楚圓, ja: Sekisō Soen, 986 - 1039), còn có hiệu là Từ Minh (慈明), là Thiền sư Trung Quốc đời Tống. Sư thuộc tông Lâm Tế và là pháp tử của Thiền sư Phần Dương Thiện Chiêu. Sư có nhiều đệ tử đắc pháp nhưng có hai vị trội hơn hết và có công sáng lập ra hai hệ phái lớn trong tông Lâm Tế là Thiền sư Hoàng Long Huệ Nam (Hoàng Long phái) và Dương Kì Phương Hội (Dương Kì phái).

## Cơ duyên ngộ đạo
Sư họ Lý, quê ở Thanh Tương, Toàn Châu (nay là Quảng Tây, Trung Quốc).
Hồi niên thiếu, sư làm thư sinh và theo nghiệp Nho. Đến năm 22 tuổi, sư xuất gia ở chùa Ẩn Tỉnh, Tương Sơn (ngày nay là tỉnh Giang Tây). Mẹ sư rất ủng hộ việc con đi tu và khuyên sư đi du phương tìm thầy học đạo. Nghe danh Phần Dương là thiện tri thức bậc nhất, sư tìm đến bất chấp mọi khó khăn. Phần Dương thấy sư liền thầm nhận cho sư nhập chúng tham học.
Sư ở chổ của Phần Dương hai năm mà chưa được chỉ dạy, mỗi lần sư vào thất thưa hỏi đều bị Phần Dương bị mắng chửi, nghe Phần Dương chê bai những vị Tôn túc khác, hoặc dùng những lời thô kệch. Một hôm sư trách: "Từ ngày đến bây giờ đã hai năm mà chẳng được dạy bảo, chỉ làm tăng trưởng niệm thế tục trần lao, năm tháng qua nhanh việc mình chẳng sáng, mất cái lợi của kẻ xuất gia." Phần Dương nhìn thẳng vào mặt sư mắng: "Đây là ác tri thức dám chê trách ta", và cầm gậy đánh. Sư định la cầu cứu, Phần Dương liền bụm miệng sư lại. Sư bỗng nhiên đại ngộ, nói: "Mới biết đạo Lâm Tế vượt ngoài thường tình". Và sư ở lại hầu hạ thầy bảy năm, ngoài ra sư còn đến tham vấn với Thiền sư Đường Minh Tung.

## Hoằng pháp
Đầu tiên, sư đến trụ trì tại Nam Nguyên Sơn Quảng Lợi Thiền Viện ở Viên Châu, Giang Tây. Kế tiếp, sư lại chuyển đến trú tại các chùa thuộc vùng Đàm Châu như Thạch Sương Sơn Sùng Thắng Thiền Viện, Nam Nhạc Sơn Phước Nghiêm Thiền Viện.
Dưới sự hoằng hóa của Sư, môn phong Lâm Tế rất thịnh hành. Một hôm, sau khi thăm người bạn đạo là cư sĩ Lí Công xong, sư cùng thị giả trở về. Giữa đường, sư bảo thị giả: "Ta vừa bị bệnh phong". Nhìn thấy sư bị bệnh phong giật méo qua một bên, thị giả dậm chân nói: "Tại làm sao lúc bình thường quở Phật mắng Tổ, hôm nay lại như vậy?". Sư bảo: "Đừng lo, ta sẽ vì ngươi sửa lại ngay". Nói xong, sư lấy tay sửa miệng lại ngay như cũ và nói: "Từ nay về sau chẳng nhọc đến ngươi".
Năm 1041, sư đến trú ở Hưng Hoá Thiền Viện. Ngày mùng năm tháng giêng, sư tắm gội xong từ biệt chúng rồi ngồi kết già an nhiên thị tịch. Sư thọ 54 tuổi, 32 tuổi hạ.
Pháp ngữ của sư được ghi lại trong quyển Từ Minh Thiền sư Ngữ Lục (zh: 慈明禪師語錄, 1 quyển) do pháp tử là Huệ Nam soạn và Từ Minh Thiền sư Ngữ Yếu (zh: 慈明禪師語要, 1 quyển).

## Pháp ngữ
Sư dạy chúng: "Ngày xưa làm trẻ con, hôm nay tuổi đã già, chưa rõ ba tám chín, khó đạp đường ngôn ngữ khéo léo. Tay quét Hoàng Hà khô, chân đạp Tu-di ngã, phù sinh thân mộng huyễn, mệnh người đêm khó giữ. Thiên đường Địa ngục đều do tâm tạo ra, núi Nam tùng ngọn Bắc, ngọn Bắc cỏ núi Nam. Một giọt thấm vô biên, gốc mầm mạnh khô kháo, tham học vào năm hồ, chỉ hỏi hư không thảo. Chết cởi áo trời hạ, sinh đắp mền trăng đông, rõ ràng người vô sự, đầy đất sinh phiền não". Sư nói xong hét một tiếng rồi xuống toà.

## Sách tham khảo
- Fo Guang Ta-tz'u-tien 佛光大辭典. Fo Guang Ta-tz'u-tien pien-hsiu wei-yuan-hui 佛光大辭典編修委員會. Taipei: Fo-kuang ch'u-pan-she, 1988. (Phật Quang Đại Từ điển. Phật Quang Đại Từ điển biên tu uỷ viên hội. Đài Bắc: Phật Quang xuất bản xã, 1988.)
- Das Lexikon der Östlichen Weisheitslehren, Bern 1986.
- Dumoulin, Heinrich:

Geschichte des Zen-Buddhismus I. Indien und China, Bern & München 1985.
Geschichte des Zen-Buddhismus II. Japan, Bern & München 1986.